# Kreis Strasburg in Westpreußen

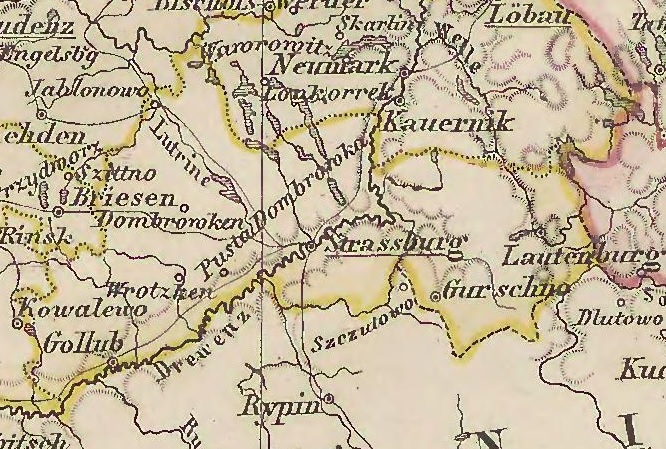
Der Kreis Strasburg in Westpreußen in den Grenzen von 1818 bis 1887

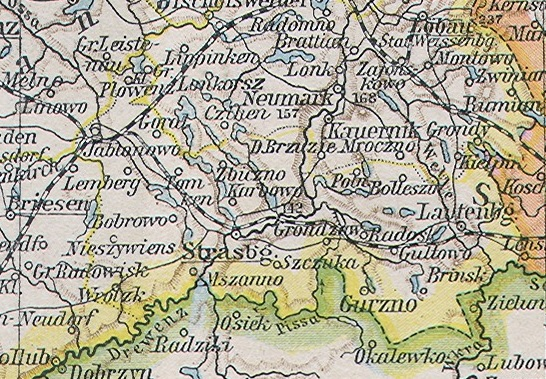
Der Kreis Strasburg in Westpreußen in den Grenzen von 1887 bis 1920

Die Provinz Westpreußen 1919
Regierungsbezirk Danzig
Regierungsbezirk Marienwerder

Der Kreis Strasburg in Westpreußen war ein von 1818 bis 1920 bestehender preußischer Landkreis im Regierungsbezirk Marienwerder. Mit diesem gehörte er zur Provinz Westpreußen, zwischenzeitlich von 1829 bis 1878 zur Provinz Preußen. Kreisstadt war die Stadt Strasburg in Westpreußen. Der Kreis gehörte zu dem Teil von Westpreußen, der nach dem Ersten Weltkrieg durch den Versailler Vertrag 1920 an Polen fiel. Von 1939 bis 1945 war der Kreis im vom Deutschen Reich besetzten Polen nochmals eingerichtet. Heute liegt das ehemalige Kreisgebiet in der polnischen Woiwodschaft Kujawien-Pommern.

## Verwaltungsgeschichte
Das Gebiet des Kreises Strasburg kam durch die erste polnische Teilung 1772 zu Preußen, war dann unter Napoleon 1807–1815 Teil des polnischen Vasallenstaates Herzogtum Warschau und gehörte nach der Restauration Preußens bis 1818 zum Kreis Michelau. Durch die preußische Provinzialbehörden-Verordnung vom 30. April 1815 und ihre Ausführungsbestimmungen kam das Gebiet zum Regierungsbezirk Marienwerder der Provinz Westpreußen. Im Rahmen einer umfassenden Kreisreform im Regierungsbezirk Marienwerder wurde zum 1. April 1818 der Kreis Michelau in die Kreise Löbau und Strasburg geteilt. Der Kreis Strasburg umfasste die Städte Gollub, Gorzno, Lautenburg, die Intendanturen Gollub und Lautenburg und Strasburg, das Domänenamt Strasburg sowie 92 adlige Güter.
Vom 3. Dezember 1829 bis zum 1. April 1878 waren Westpreußen und Ostpreußen zur Provinz Preußen vereinigt, die seit dem 1. Juli 1867 zum Norddeutschen Bund und seit dem 1. Januar 1871 zum Deutschen Reich gehörte.
Durch das stetige Anwachsen der Bevölkerung im 19. Jahrhundert erwiesen sich die Kreise in Westpreußen meist als zu groß, eine Verkleinerung schien erforderlich. Hierdurch entstand der neue Kreis Briesen, an den der Kreis Strasburg am 1. Oktober 1887 einen Teil seines Kreisgebietes mit der Stadt Gollub abtrat.
Nach dem Ersten Weltkrieg musste der überwiegend polnischsprachige Kreis aufgrund der Bestimmungen des Versailler Vertrags an Polen abgetreten werden und bestand als Powiat Brodnicki (Kreis Brodnica) fort.

## Bevölkerung
Im Folgenden eine Übersicht mit offiziellen Angaben zu Einwohnerzahl, Konfessionen und Sprachgruppen. Dabei ist zu berücksichtigen, dass der Kreis 1887 verkleinert wurde.
| Jahr                                          | 1821             | 1831               | 1840            | 1852                | 1861                | 1871                | / | 1890                | 1900              | 1910                |
| Einwohner                                     | 33.824           | 35.108             | 45.910          | 52.016              | 56.377              | 65.493              | / | 52.900              | 57.312            | 62.142              |
| Evangelische Katholiken Juden                 | 9.233 24.023 559 | 9.711 24.293 1.102 |                 | 14.822 34.975 2.317 | 17.657 36.453 2.250 | 19.579 43.508 2.142 | / | 15.821 35.877 1.024 | 17.159 39.102 757 | 18.326 42.956 578   |
| deutschsprachig zweisprachig polnischsprachig |                  | 11.264 - 23.844    | 14.910 - 30.358 | 17.498 - 34.518     | 20.416 - 35.961     |                     | / | 18.242 676 33.967   | 19.332 601 37.367 | 21.097 1.139 39.887 |

## Politik

### Landräte
- 1816–184000Johann von Wybicki
- 1840–184100Schlott (kommissarisch)
- 1841–184600Julius August Lauterbach († 1858)
- 1846–184700Johann Wegener (kommissarisch)
- 1847–184900Ernst Theodor von Schrötter
- 1849–185100Teßmann (vertretungsweise)
- 1851–185800Carl Julius Szczesny (* 1818)
- 1858–186100Maximilian Senfft von Pilsach (1828–1903)
- 1861–186400Eduard von Young (1815–1886)
- 1864–187600Carl Eugen Henning
- 1876–187700von Kayserling (kommissarisch)
- 1877–188800Karl Franz Jaeckel
- 1888–188900Jachmann (kommissarisch)
- 1889–189900Hermann Karl Dumrath (1854–1922)
- 1899–191900Arnold Raapke († 1935)

### Reichstagswahlen
Im Deutschen Reich bildete der Kreis Strasburg zusammen mit dem Kreis Graudenz den Reichstagswahlkreis Marienwerder 3. Der Wahlkreis war aufgrund der ethnischen Zusammensetzung der Wählerschaft bei allen Reichstagswahlen zwischen deutschen und polnischen Kandidaten umkämpft. In der Regel kam es zur Stichwahl zwischen dem nationalliberalen und dem polnischen Kandidaten.

## Städte und Gemeinden
Im Jahr 1910 umfasste der Kreis Strasburg in Westpreußen die drei Städte Gorzno, Lautenburg und Strasburg in Westpreußen sowie 97 Landgemeinden:
- Adamsdorf
- Bachottek
- Bobrau
- Bölk
- Bolleschin
- Buchenhagen
- Bukowitz
- Cielenta
- Cieszyn
- Deutschenthal
- Dietrichsdorf
- Dörschen
- Forsthausen
- Friedeck
- Friedrichshuld
- Geistlich Kruschin
- Goral
- Gorzno, Stadt
- Goßlershausen
- Griewenhof
- Grondzaw
- Groß Brudzaw
- Groß Glemboczek
- Groß Gorschen
- Groß Kruschin
- Groß Laschewo
- Groß Leszno
- Groß Plowenz
- Guttowo
- Hermannsruhe
- Hoheneck
- Igliczysna
- Jamielnik
- Janowko
- Jastrzembie
- Jellen
- Kamin
- Karben
- Klein Glemboczek
- Klein Laschewo
- Klein Leszno
- Klonowo
- Komini
- Konczyki
- Königlich Soßno
- Königsmoor
- Kotty
- Kowallik
- Koziary
- Langendorf
- Lautenburg, Stadt
- Leinefelde
- Lemberg
- Lipowitz-Bartnicken
- Malken
- Michelau
- Miesionskowo
- Milostay
- Moczadlo
- Mszanno
- Neuheim
- Neuhof b. Lautenburg
- Neuhof b. Strasburg
- Niezywienc
- Podciborz
- Pokrzydowo
- Polnisch Brzozie
- Pusta Dombrowken
- Radosk
- Räumung Kruschin
- Reinbruch
- Rosenhain
- Samin
- Schöndorf
- Slupp
- Sobierszysno
- Strasburg in Westpreußen, Stadt
- Sugaino
- Summe
- Szabda
- Szczuka
- Szymkowo
- Tarczyn
- Tillitz
- Trepki
- Waitzenau
- Wompiersk
- Wonsin
- Wrotzk
- Zaborowo
- Zalesie
- Zbiczno
- Zdroje
- Zembrze

## Gutsbezirke
Zum Kreis gehörten außerdem folgende  52 Gutsbezirke (Stand vom 1. Januar 1908):
- Adlig Brinsk
- Adlig Kruschin (= Adlig Kruszyn)
- Adlig Neudorf
- Adlig Soßno
- Buczek
- Chelst
- Choyno
- Ciborz
- Czekanowko
- Czekanowo
- Dombrowken
- Dzierzno
- Golkowko
- Gottartowo
- Groß Konojad
- Groß Kruschin
- Groß Plowenz
- Guttowo
- Hochheim
- Hohenlinden
- Jablonowo
- Jaguschewitz (= Jaguszewitz)
- Kantylla
- Karczewo
- Klein Gorschen
- Klein Konojad
- Klein Summe
- Komorowo
- Kozirog
- Kriegersdorf
- Kuligi
- Mileszewo
- Naymowo
- Niedeck
- Piecewo
- Roonsdorf
- Ruda, Oberförsterei
- Schannen
- Schlossau
- Schöngrund, Forst
- Schwetz
- Strasburg, Amtsgrund
- Swierczyn
- Waldheim
- Wapno
- Wichulec
- Wilhelmsberg, Oberförsterei
- Wilhelmsdank
- Wlewsk
- Wrotzk
- Zeland
- Zmiewko

## Der Landkreis Strasburg im besetzten Polen 1939–1945

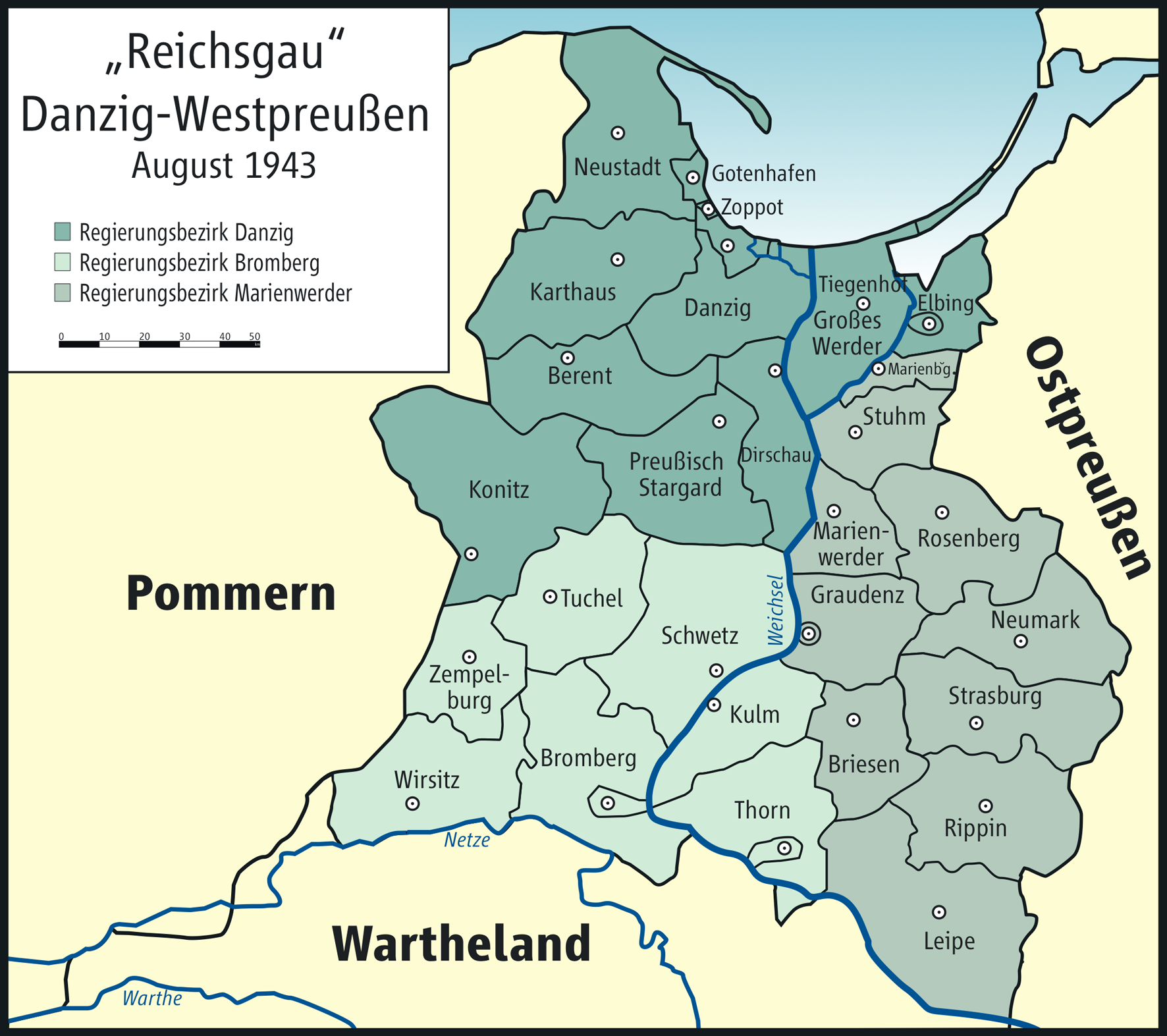
Reichsgau Danzig-Westpreußen (August 1943)

### Geschichte
Nach dem Überfall auf Polen und der völkerrechtswidrigen Annexion durch das Deutsche Reich war der Kreis von 1939 bis 1945 unter dem Namen Landkreis Strasburg i. Westpr. (seit 1942 Landkreis Strasburg (Westpr.)) dem Regierungsbezirk Marienwerder im Reichsgau Danzig-Westpreußen zugeordnet. Die Städte des Kreises wurden der im Altreich gültigen Deutschen Gemeindeordnung vom 30. Januar 1935 unterstellt, welche die Durchsetzung des Führerprinzips auf Gemeindeebene vorsah. Die übrigen Gemeinden waren in Amtsbezirken zusammengefasst, Gutsbezirke gab es nicht mehr. Im Frühjahr 1945 wurde das Kreisgebiet durch die Rote Armee besetzt und wieder Teil Polens. Soweit die deutschen Bewohner nicht geflohen waren, wurden sie in der Folgezeit aus dem Kreisgebiet vertrieben.

### Ortsnamen
Durch unveröffentlichten Erlass vom 29. Dezember 1939 galten vorläufig hinsichtlich der bisher polnischen Ortsnamen die bis 1918 gültigen deutschen Ortsnamen. Diese globale Rückbenennung war möglich, da noch das gesamte deutsche Kartenwerk für die 1920 an Polen abgetretenen Gebiete (auch) die früheren deutschen Ortsnamen weitergeführt hatte. Durch die Anordnung betreffend Änderung von Ortsnamen des Reichstatthalters in Danzig-Westpreußen vom 25. Juni 1942 wurden mit Zustimmung des Reichsministers des Innern alle Ortsnamen eingedeutscht, entweder in der Form von 1918 oder als lautliche Angleichung oder Übersetzung, zum Beispiel:
- Brinsk: Langendorf,
- Brzozie: Altbrosen,
- Bobrowo: Bobrau,
- Gorzno: Görzberg,
- Jablonowo: Goßlershausen,
- Jastrzembie: Falkenau, Kr. Strasburg (Westpr.),
- Karbowo: Karben,
- Niezywienc: Nesewanz: Hermannsruhe,
- Pokrzydowo: Gottfriedsfelde,
- Wonsin in Wonsen,
- Wrotzk: Frödenwalde,
- Zbiczno: Wilhelmsberg, Kr. Strasburg (Westpr.)